# Perpetual Burn
Perpetual Burn è il primo album solista di Jason Becker. È uscito nel 1988 ed è un lavoro completamente strumentale.

## Tracce
1. Altitudes – 5:37
2. Perpetual Burn – 3:29
3. Mabel's Fatal Fable – 4:49
4. Air – 5:37
5. Temple of the Absurd – 4:41
6. Eleven Blue Egyptians – 5:42
7. Dweller in the Cellar – 6:14
8. Opus Pocus – 5:38

## Formazione
- Atma Anur - batteria
- Jason Becker - chitarra, tastiera, basso elettrico
- Marty Friedman - chitarra occasionale